# Gran Hotel Delfín
Gran Delfin Private Residences & Hotel es un rascacielos de uso mixto de 44 plantas y 158 metros aprobado para ser construido en Benidorm, España. Se construirá sobre el antiguo Gran hotel Delfín de Benidorm, junto a la Delfín Tower. Una vez terminado contará con un hotel y 100 viviendas de uso turístico, será el tercer edificio más alto de Benidorm, empatado en altura con la Torre Lúgano y el edificio más alto en primera línea de playa en la ciudad.

## Diseño
El Gran Delfín, diseñado por el estudio valenciano González & Jacobson, contará con hasta 220 residencias que se destinarán a viviendas y uso hotelero, repartidas en 44 plantas. Su diseño pretende optimizar el uso energético y de agua, contando con aislamiento acústico y un sistema de reutilización del agua para las zonas verdes, de acuerdo con el certificado LEED Gold, al igual que su vecina Delfín Tower.
Contará con multitud de zonas comunes, una piscina de 1000 m² y otra de 1500 m² y un parking subterráneo para 180 vehículos.

## Historia
El nuevo rascacielos se situará sobre el antiguo Gran Hotel Delfín, un icónico edifico de Benidorm construido en 1963 frente a playa de poniente. 
Los terrenos donde se construirá fueron adquiridos por Goya Real Estate en 2023, que acordó la gestión del edificio junto a la cadena hotelera NH. Goya Real Estate invertirá entre 80 y 100 millones de euros en la construcción del rascacielos.
Los trabajos de demolición del antiguo edificio comenzaron en marzo de 2025. Se espera que la construcción del Gran Delfín comience en septiembre del mismo año y concluya en 2027.